# フックイエン
フックイエン（ベトナム語：Thành phố Phúc Yên / 城庯福安）はベトナムの紅河デルタ地方ヴィンフック省にある都市である。2018年現在、人口は約155,448人で、面積は120.13km2である。

## 行政区画
以下の8坊2社から構成される。
- ドンスアン坊（Đồng Xuân / 同春）
- フンヴオン坊（Hùng Vương / 雄王）
- ナムヴィエム坊（Nam Viêm / 南炎）
- フックタン坊（Phúc Thắng / 福勝）
- ティエンチャウ坊（Tiền Châu / 前洲）
- チュンニー坊（Trưng Nhị / 徵貳）
- チュンチャック坊（Trưng Trắc / 徵側）
- スアンホア坊（Xuân Hòa / 春和）
- カオミン社（Cao Minh / 高明）
- ゴクタイン社（Ngọc Thanh / 玉淸）